# Mühle Womelsdorf
Die Mühle Womelsdorf ist eine Wassermühle in Womelsdorf, einem Ortsteil der Gemeinde Erndtebrück im Kreis Siegen-Wittgenstein (Nordrhein-Westfalen). Sie liegt an der Eder und wird heute vor allem zur Stromerzeugung genutzt.

## Geschichte
Das Gebäude ist aus dem 17. Jahrhundert. Die erste Wasserkraft-Nutzung wird aus dem Jahr 1691 dokumentiert. Bis in die 1990er Jahre wurde Mehl gemahlen. 2011 entbrannte in der Lokalpolitik eine Diskussion, ob das Gebäude unter Denkmalschutz gestellt werden solle. Dies wurde einhellig abgelehnt, da es dem weiteren Zwecke entgegenstehen würde. Ende 2013 wurde die Mühle von Johannes Wickel und Bernd Föllmer gekauft.
Die alte Mühlentechnik ist noch völlig intakt, aber benötigt eine Überholung. Die Einnahmen aus der Wasserkraft könnten diese finanzieren. Es sind ein oder zwei Ferienwohnungen geplant.

## Wasserkraftnutzung
Der alte, ineffiziente Generator stammte aus dem Jahr 1930. Er hatte eine Leistung von 10 Kilowatt und lief bis 2014, wonach er durch eine neue Francis-Turbine mit 34 Kilowatt Leistung ersetzt wurde. Die Montage der Turbine fand im März 2016 statt. Aufgrund von Schäden am Obergraben können maximal 28 Kilowatt erzeugt werden. Die Ausbesserung des Obergrabens ist geplant.
Die Anlage soll ein Regelarbeitsvermögen von 150.000 Kilowattstunden aufweisen. Damit könne rechnerisch der gesamte Bedarf des Ortes gedeckt werden. Knapp 100 Tonnen CO2-Emissionen werden durch die Anlage vermieden. Die Turbine soll eine Lebensdauer von 80 Jahren aufweisen. Das Projekt hat einen Kostenrahmen von 200.000 Euro. Für dieses Projekt gründeten Wickel und Stremmel die Hydrostrom Wittgenstein GmbH.
Durch eine Leitströmung und horizontale Rechen mit 15 mm Stab-Abstand ist der Schutz der Fische gegeben. Der Fischabstieg funktioniert über ein Beruhigungsbecken im Obergraben. Für den Fischaufstieg in der Eder ist eine Fischtreppe geplant.
Im April 2017 wurde der Konflikt zwischen dem Betreiber und der Genehmigungsbehörde um die Wassermenge bekannt. Dabei geht es um die Höhe des wasserzuführenden Mühlgrabens, welcher wegen Kriegsschäden niedriger ist als ursprünglich. Eine Gefahr durch die Erhöhung sei ein mögliches Trockenfallen des Flusses. Gegen eine Ordnungsverfügung wurde Klage eingereicht.